# Caragana spinosa
Caragana spinosa är en ärtväxtart som först beskrevs av Carl von Linné, och fick sitt nu gällande namn av Dc. Caragana spinosa ingår i släktet karaganer, och familjen ärtväxter. Inga underarter finns listade i Catalogue of Life.